# A Temporary Dive
A Temporary Dive è il secondo album in studio della cantautrice norvegese Ane Brun, pubblicato nel 2005.

## Tracce
Testi e musiche di Ane Brun, eccetto dove indicato.
1. To Let Myself Go – 3:19
2. Rubber & Soul – 3:13
3. Balloon Ranger – 3:16
4. My Lover Will Go – 4:41
5. Temporary Dive – 4:25
6. Laid in Earth (Henry Purcell) – 4:08
7. This Voice – 2:49
8. Where Friend Rhymes with End – 3:33
9. Song No. 6 (featuring Ron Sexsmith) – 4:00
10. The Fight Song – 4:30